# Gustav Hasford
Gustav Hasford (ur. 28 listopada 1947, zm. 29 stycznia 1993 w Russellville) – amerykański pisarz, weteran wojny wietnamskiej.

## Życiorys
Gustav Hasford wstąpił do US marines w 1967, służąc następnie jako korespondent wojenny podczas wojny wietnamskiej. Z innymi korespondentami, swoimi przyjaciółmi z Pierwszej Dywizji Marines, stworzył grupę pod nieformalną nazwą "Sniffers", z którą utrzymywał kontakty także po wojnie. Jego pół-autobiograficzna powieść The Short-Timers, zawierająca wspomnienia z tego okresu, była później wykorzystana jako podstawa do scenariusza filmu Full Metal Jacket w reżyserii Stanleya Kubricka. Scenariusz do filmu był nominowany do Oscara za najlepszy scenariusz adaptowany, z samym reżyserem oraz Michaelem Herrem i Hasfordem jako współautorami (jakkolwiek Hasford osobiście spotkał Kubricka tylko raz). Różnica w poglądach na wkład pisarza w scenariusz spowodowała, że Hasford postanowił nie brać udziału w ceremoniach wręczania nagród.
Hasford współpracował z różnymi pisarzami s-f z lat 70. XX wieku, a także sam publikował w zinach. Przez pewien czas dzielił mieszkanie z pisarzem s-f Harlanem Ellisonem.
We wrześniu 1978 ożenił się z Charlene Broock, imię jego żony nadaje jeden z bohaterów The Short-Timers – szeregowy Pyle, swojemu karabinowi.
W 1988, z powodu swoich bibliofilskich skłonności, Hasford został aresztowany w San Luis Obispo za kradzieże kilkuset książek z bibliotek na terenie całego kraju, a także Anglii. Hasford twierdził, że tylko "pożyczył" te książki na potrzeby badań nad swoim nowym dziełem, dotyczącym wojny secesyjnej w USA (książka nigdy nie wydana). Rozprawa zakończyła się wyrokiem sześciomiesięcznego więzienia dla pisarza, z czego Hasford odsiedział trzy miesiące i obiecał pokryć straty bibliotek ze swojego honorarium autorskiego za swoją następną książkę, kontynuację The Short-Timers, pod tytułem The Phantom Blooper.
Ostatnią książką Hasforda była wydana w 1992 powieść detektywistyczna, z akcją osadzoną w Los Angeles – A Gypsy Good Time. Książka nie zwróciła na siebie wielkiej uwagi. Hasford po jej wydaniu, cierpiący na cukrzycę, przeprowadził się na grecką wyspę – Eginę. 29 stycznia 1993 roku pisarz zmarł wskutek niewydolności serca.

## Książki
- The Short-Timers (1979)
- The Phantom Blooper (1990)
- A Gypsy Good Time (1992)